# Helena Achmatowiczowa
Helena Achmatowiczowa (geboren als Helena Tuhan-Mirza Baranowska; * 1839; † 1920) war eine polnische Komponistin.

## Leben und Werk
Über das Leben und die musikalische Ausbildung von Helena Achmatowiczowa sind nur wenige Details bekannt. Sie wurde im Jahr 1839 geboren und verstarb 1920. Als Komponistin trat Achmatowiczowa mit der Komposition einer Polonaise in C-Dur für Klavier in Erscheinung. Dieses Werk wurde erst nach ihrem Tod, im Jahr 1938, von ihrer Familie in Warschau veröffentlicht. Die Originalpartitur der Polonaise in C-Dur ist in der Sammlung der Stadtbibliothek Toruń sowie als Mikrofilm in der Nationalbibliothek Polens archiviert.

## Werke (Auswahl)
- Polonaise für Klavier OCLC 84563837

Die Polonaise in C-Dur von Helena Achmatowiczowa repräsentiert einen Beitrag zur Musikgeschichte Polens im 19. und frühen 20. Jahrhundert. Sie gehört zu den Werken, die das kulturelle und musikalische Schaffen polnischer Komponistinnen in dieser Epoche illustrieren.